# Manaster Liszniański
Manaster Liszniański  (ukr. Монастир-Лішнянський) – wieś na Ukrainie w rejonie drohobyckim należącym do obwodu lwowskiego.
W czasie okupacji niemieckiej mieszkający tutaj Ukraińcy, Iwan Fediw oraz Ławrentij i Anna Steciwowie, ukrywali Żydów. W 2018 roku Instytut Jad Waszem uhonorował ich za to tytułami Sprawiedliwych wśród Narodów Świata.